# Terrapene mexicana
Terrapene mexicana es una especie de tortuga de caja de la familia Emydidae. Es endémica de los estados de Tamaulipas, Veracruz y San Luis Potosí (México). Se consideraba una subespecie de Terrapene carolina.